# Eclose-Badinières
Eclose-Badinières è un comune francese situato nel dipartimento dell'Isère della regione dell'Alvernia-Rodano-Alpi. È stato istituito il 1º gennaio 2015 dalla fusione dei precedenti comuni di Eclose e Badinières.

## Storia

### Simboli
Lo stemma del comune si blasona: 
La fusione dei due comuni di Eclose e Badinières è rappresentata dalle mani che si stringono e dalla data 2015.